# Раја Павловић
Радован Раја Павловић (Аранђеловац, 6. септембар 1861 — Београд, 23. март 1933) био је српски глумац, редитељ и оперски певач.
У Народном позоришту у Београду пописано је 340 његових улога, био је један од најбољих певача у комадима са певањем, оперетама, па и првим операма на простору Србије.

## Каријера
Павловић је преко тридесет година, од краја 19. века до Првог светског рата певао  најразноврсније партије из водвиља, комада с певањем, оперета и првих опера на београдској сцени. После Стевана Дескашева он је, до појаве првих оперских певача после Првог светског рата, био најзначајнији и најбољи српски певач. Без њега се нису могли ни замислити први покушаји увођења оперете и опере на београдској сцени. Поред тога, био је даровит и значајан карактерни глумац.
Павловић је из VI разреда београдске гимназије побегао у путујућу дружину Светислава Динуловића и у њој први пут ступио на сцену 13. октобра 1880. године, а остао до 10. септембра 1881. године, па прешао код Ђуре Протића. Код Протића је остао свега два месеца, јер му се убрзо указала могућност да ступи у Народно позориште у Београду.
Дана 15. новембра 1881. године постао је привремени, а у марту 1882. године, на предлог одборника Јанка Веселиновића и редовини члан Позоришта у Београду, што се тада тумачило великим успехом. У међувремену је певао на страни у Берлину, Дрездену, Лајпцигу и Будимпешти.
До Првог светског рата и дуго после рата играо је и озбиљније драмске и нарочито карактерне улоге, а врло ретко се јављао, већ под бременом година, у певачким партијама.
Павловић је певао снажан тенор великог гласовног волумена, баритоналне боје, пријатан и топао. Још 1887. године рецензент др Милан Јовановић - Морски га оцењује повољно истичући његов „јасан и пријатан баритон”, који се у последњој арији издигао до лепог ефекта”.
Изузетно велики певачки успех је имао тумачећи грофа Алмавиву 1899. године, када један рецензент закључује да „и дан-дањи лепо пева””, истичући се и лепотом и јачином гласа који је брзо пленио публику. Његови певачки успеси трају све до Првог светског рата и као да му глас добија још више у јачини, у тонским преливима, стално се усавршавао у певачкој техници. За његову певачку и глумачку креацију
Алфија у опери Лепа Јелена (1906) истицало се у Београду да је представљала велики уметнички доживљај, „а певао је тако лепо, тако мило, заносно и дивно, да га је милина било слушати”.
Својим лепим певачким способностима он је чак превазилазио тренутне потребе београдске сцене, која још није имала оперу. Он је “као неким чудом, а за његову несрећу” - писао је рецензент Павле Маринковић - “остао непрестано на београдској позорници, мада му је његов глас могао отворити врата на ма којој европској позорници”. Зато што је Павловић био заиста неуморни тумач и великог и најразноврснијег репертоара.
Милан Грол је правом истицао да су многе и значајне певачке улоге “остале везане за његово име” баш захваљујући његовом дивном оперском баритону “Својим топлим баритоном” - закључује Грол - “и дикцијом с кристалним самогласницима и чистим нагласком шумадинца испод Букуље, Раја Павловић је начинио у своје доба популарном народну мелодију.”
Према његовим увек веродостојним интерпретацијама проверавали су мелодијске верзије народних мотива значајни композитори Даворин Јенко, Стеван Мокрањац и Јосиф Маринковић.
Павловић се што је више залазио у године с љубављу, великим трудом и даром посвећивао тумачењу најчешће карактерних, понекад и драмских улога показујући леп стваралачки смисао за реалистичну и студиозну карактеризацију ликова, нарочито за истицање типичног и локалног у евокацији српског света. Павловић је био, несумњиво, добар глумац и одличан певач.
Била је ожењен глумцом Персидом Павловић.

## Улоге
Глумио је у српском немом филму Живот и дела бесмртног вожда Карађорђа из 1911. године.
Пописано је 340 улога Павловића у позоришним представама Народног позоришта у Београду. Значајне су његове следеће улоге :
- Гроф Алмавила (Севиљски берберин Бомаршеа)
- Кајгана (Женидба Гогоља)
- Андра (Риђокоса Лукачија)
- Ферфакс (Гејша, музика Џона Сиднија)
- Станислав (Птичар, оперета Веста - Хелда, музика Карла Целера)
- Пишта Чилак (Агнеша, драма с певањем, Ш. Лукачија, музика Ференца Еркла)
- Јован (Јованчини сватови, комична опера, Жила Барлеа - Мишела Кареа, музика Жила Маснеа)
- Алфио (Кавалериа рустикана Маскањија),
- Гренсе (Корневиљска звона Р. Планкета)
- Гроф Алмавива (Севиљски берберин Росинија)
- Влада (Врачара, оперета, М. Милоа, музика Д. Јенка)
- Бето (Маскота, оперета, А. Дирла и А. Шивоа, музика Едмона Одрана)
- Парис (Лепа Јелена, музика Жака Офенбаха)
- Турчин (Суђаје, драмолет, Љубинка Петровића. музика Јосифа Маринковића)
- Раде (Зидање Раванице, комад с певањем, А. Николића, музика Ј. Шлезингера).